# Léon Billiet
Pour les articles homonymes, voir Billiet.
Léon Billiet, né le 20 mai 1867 à Gand et mort après 1915, est un peintre belge.
Son champ pictural couvre essentiellement les paysages et les portraits.

## Biographie

### Famille
Léon (Léon Marie Benoît Clément Ghislain) Billiet, né le 20 mai 1867 à Gand, est le fils de Charles Louis Billiet (1822-1894), avocat, et de Léonide Delorge (morte en 1879). Léon Billiet épouse à Flobecq le 30 mai 1895 Julia Lison (1870-1935). Le couple a trois enfants : Marie Billiet (1896-1977), Antoinette Billiet (1900-1982) et Léon Billiet (1901-1971), missionnaire au Congo belge.

### Formation
Léon Billiet est étudiant à l'Académie royale des beaux-arts de Gand, où il suit, notamment, le cours d'étude d'après la statue antique dispensé par Théodore Canneel et celui d'étude de la transparence par Joseph De Waele. À l'issue de l'année scolaire 1885-1886, il obtient le premier prix dans ces deux matières.

### Carrière
En 1889, Léon Billiet expose pour la première fois au Salon de Gand. Il participe ensuite à douze autres salons triennaux belges, de même qu'à plusieurs expositions en Belgique, jusqu'en 1915, date à partir de laquelle sa carrière artistique n'est plus documentée.
Établi à Gand jusqu'en 1895 environ, Léon Billiet s'installe brièvement à Courtrai (de 1896 à 1900), puis à la Rue du Gouvernement provisoire no 50 à Bruxelles à partir de 1901.

## Œuvre

### Caractéristiques
Son champ pictural couvre les paysages et les portraits. Ses peintures sont brossées avec assurance, ses effets lunaires réussis et sa manière vaporeuse et persuasive. Il peint parfois des œuvres d'un symbolisme douloureux tel Paissez mes brebis, qui grâce à la technique savante de sa lumière apaisée et son expressive âpreté, révèle un beau tempérament d'artiste.

### Expositions

#### Salons triennaux
- Salon de Gand (XXXIVe) de 1889 : Dans une guinguette, soir de printemps et Environs de Gand, temps pluvieux[6].
- Salon d'Anvers de 1891 : La Sieste[7].
- Salon de Gand (XXXVe) de 1892 : Prairie au printemps[8].
- Salon de Bruxelles de 1893 : Portrait et Prairie au printemps[9].
- Salon d'Anvers de 1898 : En vue de Bethléem et Nuit lunaire[10].
- Salon de Gand (XXXVIIe) de 1899 : En fuite et Un beuglement nocturne[11].
- Salon de Bruxelles de 1900 : Vers Bethléem, Un beuglement nocturne et Aube hivernale[3].
- Salon de Gand (XXXIXe) de 1906 : Paissez mes brebis[5].
- Salon de Bruxelles de 1907 : La Paix du soir et La Lune se lève (étang de Tervueren)[12].
- Salon de Gand (XLe) de 1909 : Soir estival.
- Salon de Bruxelles de 1910 : Champ en Brabant et Belle soirée d'octobre.
- Salon d'Anvers de 1911 : Soir estival.
- Salon de Bruxelles de 1914 : Vie humble, Soir et Matin[13].

#### Autres expositions belges
- 4e exposition du cercle Vrije Kunst de 1902 : Vers l'étoile, des portraits[14].
- 5e exposition du cercle Vrije Kunst de 1903 : des portraits,…
- 6e exposition du cercle Vrije Kunst de 1904 : Effet de crépuscule.
- 7e exposition du cercle Vrije Kunst de 1905 : L'Attente, Crépuscule et Chemin des blés.
- Salon de printemps de 1909 : La Fin du jour.
- Salon de printemps de 1913 : Le Matin.
- Salon d'automne de 1915 : Fin de jour.